# Alfred Waagner
Alfred Waagner (* 23. April 1886 in Wien; † 1960 ebenda) war ein österreichischer Maler und Kunstgewerbler. Seine Werke sind dem Jugendstil zuzurechnen.

## Leben und Werke
Alfred Waagner studierte von 1905 bis 1907 in Wien Chemie und Maschinenbau. Die Farbenchemie weckte sein Interesse fürs Malen. Von 1907 bis 1912 bildete er sich als Privatschüler bei Bertold Löffler aus. In den Sommern 1912 und 1913 baute er ein Puppentheater für seinen Freundeskreis in Dürnstein, das er später weiter ausgestaltete. Die ersten Aufführungen dieses Theaters, das einen raffinierten szenischen Mechanismus besaß, in Wien fanden 1914 statt.
1913 stellte Waagner zum ersten Mal aus: Zwei Stillleben und ein Mädchenakt waren damals in der Wiener Secession zu sehen. 1914 stellte Waagner Werke im Glaspalast in München und auf der internationalen Karikaturenausstellung in London aus. Von 1914 bis 1918 nahm Waagner am Ersten Weltkrieg teil. Er kehrte im Dezember 1918 in seine Heimat zurück und beteiligte sich 1919 an der 54. Ausstellung der Wiener Secession. Im selben Jahr war er auch an der Gründung der Kunstgemeinschaft beteiligt, deren Ausstellungen er viele Jahre lang beschickte. Im Oktober 1924 zeigte er 50 Werke in einer Sammelausstellung am Wiener Burggraben. Sein vor dem Krieg gebautes Puppentheater wurde in den Jahren 1922 bis 1924 reaktiviert; es fanden öffentliche Aufführungen in Waagners Atelier statt. Nach dem „Anschluss“ Österreichs 1938 schenkte er das Theater der Hitlerjugend des Gaus Niederdonau.
Waagners Bild Das blaue Ringelspiel aus dem Jahr 1923 ging in den Besitz der Wiener städtischen Sammlungen über. Viele seiner Bilder kamen nach der Auflösung der Sammlung seines Freundes Jürgen Schmidt in den Kunsthandel. Seine Gemälde zeigen oft eine Verwandtschaft mit Werken Klimts; die allegorische Darstellung von Jugend und Tod, die die Kunsthandlung Widder 2012 in Bekannt – unbekannt vorstellte, wurde aber auch mit Bildern Hans Baldung Griens verglichen. Er wurde am Friedhof der Feuerhalle Simmering bestattet.